# Acinopterus fuscifrons
Acinopterus fuscifrons är en insektsart som beskrevs av Lawson 1931. Acinopterus fuscifrons ingår i släktet Acinopterus och familjen dvärgstritar. Inga underarter finns listade i Catalogue of Life.